# Тавас-Сіті (Мічиган)
Тавас-Сіті (англ. Tawas City) — місто (англ. city) в США, в окрузі Айоско штату Мічиган. Населення — 1834 особи (2020).

## Географія
Тавас-Сіті розташований за координатами 44°16′2″ пн. ш. 83°31′23″ зх. д. / 44.26722° пн. ш. 83.52306° зх. д. (44.267154, -83.522985).  За даними Бюро перепису населення США в 2010 році місто мало площу 5,55 км², з яких 4,45 км² — суходіл та 1,10 км² — водойми.

## Демографія
Згідно з переписом 2010 року, у місті мешкало 1827 осіб у 723 домогосподарствах у складі 441 родини. Густота населення становила 329 осіб/км².  Було 977 помешкань (176/км²).
Расовий склад населення:
| - 96,9 % — білих - 0,9 % — азіатів - 0,7 % — чорних або афроамериканців - 0,2 % — корінних американців |

До двох чи більше рас належало 0,8 %. Частка іспаномовних становила 1,4 % від усіх жителів.
За віковим діапазоном населення розподілялося таким чином: 17,9 % — особи молодші 18 років, 57,5 % — особи у віці 18—64 років, 24,6 % — особи у віці 65 років та старші. Медіана віку мешканця становила 47,4 року. На 100 осіб жіночої статі у місті припадало 89,1 чоловіків;  на 100 жінок у віці від 18 років та старших — 87,5 чоловіків також старших 18 років.
Середній дохід на одне домашнє господарство  становив 46 545 доларів США (медіана — 39 531), а середній дохід на одну сім'ю — 55 987 доларів (медіана — 48 315). Медіана доходів становила 37 917 доларів для чоловіків та 24 837 доларів для жінок. За межею бідності перебувало 14,1 % осіб, у тому числі 14,1 % дітей у віці до 18 років та 8,0 % осіб у віці 65 років та старших.
Цивільне працевлаштоване населення становило 828 осіб. Основні галузі зайнятості: освіта, охорона здоров'я та соціальна допомога — 26,6 %, виробництво — 15,8 %, мистецтво, розваги та відпочинок — 12,6 %, роздрібна торгівля — 11,8 %.